# Harmonia conformis
Harmonia conformis (cunoscută și ca buburuza punctată mare)  este o specie buburuză din familia Coccinellidae. Culoarea sa este de un roșu aprins iar pe corpul saă se găsesc până la douăzeci de puncte negre, dintre care optsprezece pe elitre.  Această specie este destul de masivă pentru o buburuză, lungimea fiind de 6 maximum 7 mm.  Specia este un prădător de insecte, hrănindu-se cu afide, de la care mănâncă și adulții, dar și larvele.  Se găsește în Australia și a fost introdusă și în Noua Zeelandă, unde poate fi găsită mai ales în părțile nordice.  Alt membru al genului, Harmonia antipoda, se găsește de asemenea în Noua Zeelandă. Totuși, această specie este originară de acolo și este mult mai mică și mai greu de găsit.

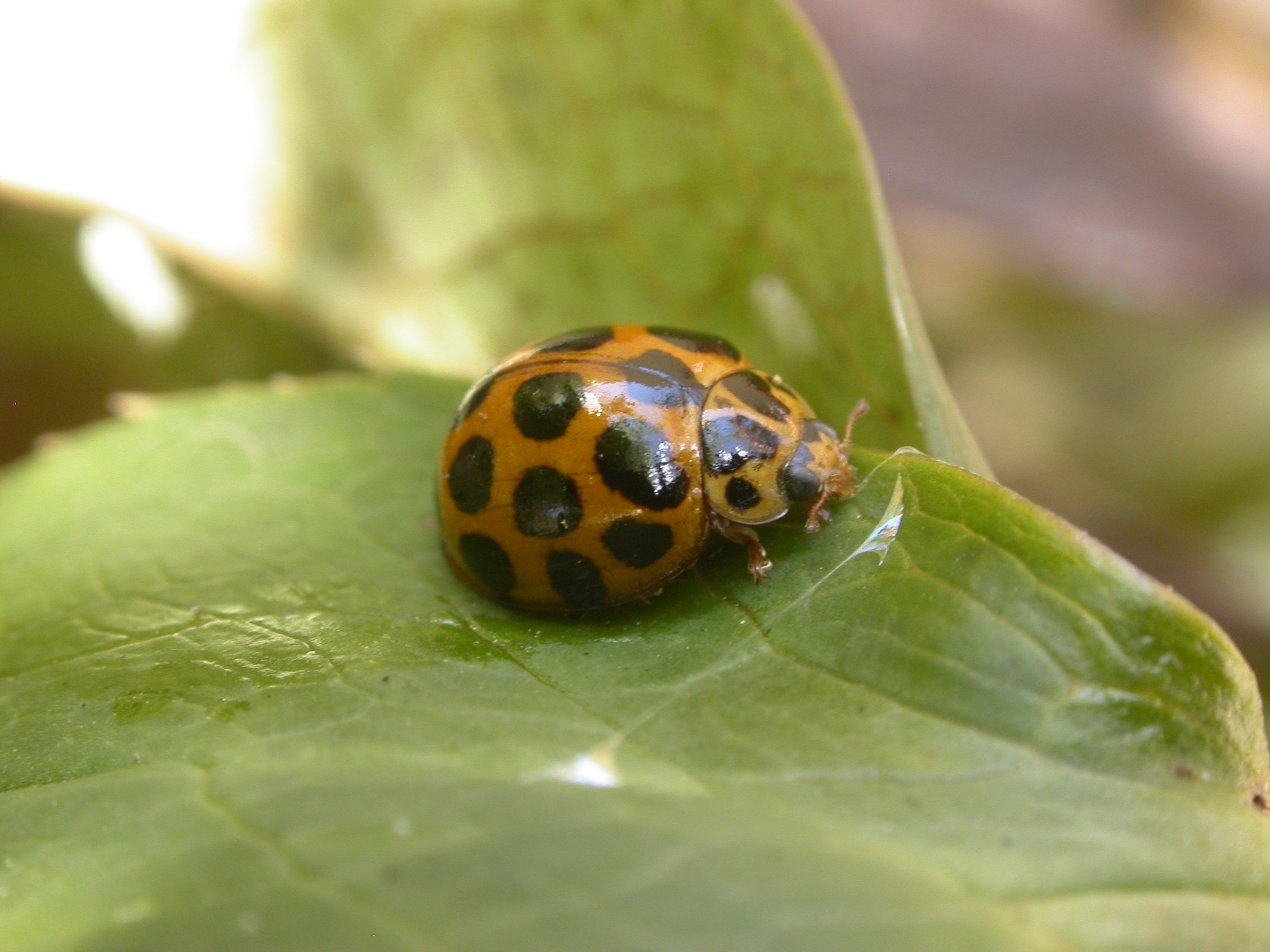
Fotografiată în ACT